# Pascual de Gayangos y Arce
Pascual de Gayangos y Arce (Sevilla, Andalusia, 21 de juny de 1809 - Londres, Regne Unit, 5 d'octubre de 1897) fou un savi orientalista i historiador espanyol.

## Biografia
S'educà a França, havent cursat la primera ensenyança a Pontlevoy (Loir i Cher, i a París estudià l'àrab, sota la tutela de Silvestre de Sacy. Des de 1831 fins a 1836 treballà pel ministeri d'Estat com a intèrpret de llengües orientals, i havent-se casat amb una jove anglesa, residí cert temps a Londres i va aprendre perfectament la llengua anglesa, fins al punt que assoli certa reputació entre els savis d'aquell país pels seus escrits sobre la literatura i els literats orientals, publicats a la Penny Cyclopaedia, la Revista d'Edimburg, el Dicionary biogràfic de la Societat de Coneixements útils, i la Revista de Westminster.
El 1843 publicà la Història de les dinasties mahometanes d'Espanya, servint-se del text àrab d'Al-Maqqarí, i va escriure una notícia històrica dels reis de Granada per a l'obra clàssica de Jules Goury i Owen Jones sobre l'Alhambra, passant el mateix any a Madrid a ocupar la càtedra d'àrab en la seva Universitat, que desenvolupà durant molts anys.
El 1844 fou elegit individu de l'Acadèmia de la Història. Gayangos y Arce portà a la docta corporació dos coneguts patriarcats, segons afirma un crític: el dels bibliòfils i el dels orientalistes espanyols. com a bibliòfil, des de molt jove se situà en el cim, en identitat de mereixements i en identitat d'emulació amb els il·lustres patricis Bartolomé José Gallardo i Serafín Estébanez Calderón. Com a orientalista, fou el successor nat del famós Conde, encara que fou deixeble de Joan Artigues i Ferragut, i molt superior en coneixement de la llengua, de la literatura i de la història dels àrabs d'Espanya a Estébanez i a Carbonero, i fou el mestre de tota la generació de la que formaren part les grans lluminàries modernes de l'orientalisme a Espanya, Simonet, Lafuente, Eguílaz, Moreno Nieto, Fernández y González i d'altres semblants a aquests amb el mateix prestigi.
Aquesta autoritat es consolidà en el seu temps amb la publicació de la seva citada obra, llavors magistral, de la Historia de las dinastías mahometanas en España, d'Al-Maqqarí, la qual, perquè entrés en el patrimoni comú de la ciència arreu d'Europa, no la va escriure en castellà, sinó en llengua anglesa, amb l'epígraf de The history of the Mahommedan Dynasties in Spain; extracted from the Nafhu-t tib Min Ghosni l'Andaluci r-Rattib wa Tarikk Lisanu d-din Ibni-l Khattlib by Ahmed Ibn Mohammed Al-Maqqarí library of the British Museum, and illustrated with critical notes on the history, geography, and antiquitias of Spain by Pascual de Gayangos Membre of the Oriental translation Commitée, and late Professorof arabie in the Athenaeum of Madrid (Londres, 1843).
El 1881 fou nomenat director general d'Instrucció pública, càrrec del qual feu renuncia per a ocupar un lloc en el Senat. poc temps després s'establí a Londres, on va viure més temps que a Madrid, dedicat per complet a treballs erudits, i on morí víctima d'un desgraciat accident.

## La professió
La professió de la bibliografia Gayangos y Arce la posseí, igual que Gallardo, d'una manera magistral, però entre ambdós i havia un abisme. Gallardo ensenyà a descriure i catalogar el llibre, i Gayangos y Arce el document. Tota la generació que va formar el professorat i el Cos facultatiu d'arxivers-bibliotecaris procedia de les seves ensenyances; tots foren els seus deixebles; Gayango y Arce a Espanya contribuí a crear i organitzar el Cos. A Londres, el Museu Britànic posà sota la seva direcció la classificació i catalogació dels manuscrits i documents espanyols del seu ric arsenal, que formà voluminosos impresos que servien de guia als que anirien a navegar en aquell pilot de la bibliografia i la diplomàcia universal.
A en Gayanos y Arce, Espanya li deu la noció abans desconeguda, de la vàlua dels productes rars, preciosos i interessants de l'alta Minerva castellana dels segles XV, XVI, i XVII. Posseí una llista de llibres de poesia en castellà, amb la just apreciació corresponent, per exemplars, per la seva venda en una testamentària particular el 1847. Sobre la seva afició als llibres rars i curiosos s'expliquen moltes anècdotes, encara que algunes semblen frívoles i altres inversemblants. Les rivalitats entre ell i Gallardo, encara que no oferiren tants afers peregrins com les rivalitats entre Gallardo i Calderón, al qual el primer arribà professar fins i tot odi, hi ha profusió de fets còmics.
Malgrat la llarga residència de Gayangos i Arce en la capital dAnglaterra i la familiaritat que des de molt jove adquirí el manegament de la llengua de Shakespeare van influir molt perquè la major part dels seus treballs es desenvolupessin a Londres i en benefici dels establiments que sostenia aquella nació amb sorprenent esplendidesa, la literatura espanyola contemporània li deu també molt apreciables treballs.
Tal vegada el més útil de tots sigui la publicació, anotació i comentaris en els volums XIII al XIX del Memorial històrico espanyol, publicació de la Reial Acadèmia de la Història de les Cartas de los jesuïtes, que contenen la menuda relació de tots els fets polítics i socials de la cort d'Espanya durant el regnat de Felip IV i en el període comprès entre els anys 1634 a 1648, en què es realitzen els esdeveniments, per desgràcia, més culminants que determinen la decadència de l'Imperi Espanyol en el món.

## Últimes publicacions
Posteriorment publicà: Cartas y documentos que aclaran la historia de Inglaterra en sus relaciones con la historia de España durante el reinado de Enrique VIII, i feia anys, en la primera època de la constitució de la Societat de Bibliofils, donà a la impremta algunes Cartas del conde de Gondomar, el famós ambaixador d'Espanya en la cort de Jaume I, que exercí sobre aquest monarca una influència com a cap altra ambaixador espanyol s'ha conegut. I seva és també, en col·laboració amb Enrique de Vedia, la traducció de la Historia de la literatura de España del nord-americà George Ticknor. A més de les citades, publicà i il·lustrà les notables obres Memorial histórico espanyol; Escritores en prosa anteriores al siglo XV, i El catalogo detallado de los manuscritos espanyoles conservados en el Museo Britànico.

## Obres
- "Arabic Mss. in Spain", Westminster Review, vol. XXI, nº 42, (1834), pp. 378-94.
- "Language and Literatura of the Moriscos", British and Foreign Review, Londres, VIII (1839), pp. 63-95.
- "The History of the Reign of Ferdinand and Isabella the Catholic of Spain. By W. H. Prescott", The Edinburgh Review, LXVIII, nº CXXXVIII, 1839. Ressenya de la coneguda obra del famós historiador estatunidenc.
- The History of the Mohammedan Dynasties in Spain; extracted from the Nafhu-t-tíb min Ghosni-l-andalusi-r-rattíb wa Táríkh Lisánu-d-dín ibni-l-Khattíb, by Ahmed ibn Mohammed Al-Makkarí, a native of Telemsán. Translated from the copies in the Library of the British Museum, and illustrated with critical notes on the History, Geography, and antiquities of Spain, by Pascual de Gayangos, member of the Oriental Translation Comittee, and late Professor of Arabic in the Athenaeum of Madrid. In two volumes. Londres, Printe for The Oriental Translation Fund of Great Britain and Ireland, 1840-1843.
- Plans, elevations, sections and details of the Alhambra from drawings taken on the spot in 1834 by the late M. Jules Goury, and in 1834 and 1837 by Owen Jones…with a complete translation of the Arabic inscriptions and an historical notice of the kings of Granada from the conquest of that city by the Arabs to the expulsion of the Moors, by Mr. Pasqual de Gayangos. 2 volúmenes. Londres: Owen Jones, 1842 – 1845.
- Memoria sobre la autenticidad de la Crónica denominada del moro Rasis leída en la Real Academia de la Historia por Pascual de Gayangos al tomar posesión de su plaza de académico supernumerario, Madrid, Real Academia de la Historia, 1850. (Publicada també en les Memorias de la Real Academia de la Historia, tomo VIII, 1852).
- Catalogue of the manuscripts in the Spanish language in the British Museum, 4 vol., Londres, William Clower and Sons, 1875, 1877, 1881, 1893.

Com a editor
- "Sumario e recopilación de todo lo romanceado por mi, el Licenciado Alonso del Castillo", Memorial Histórico Español, III (1852), pp. 1-164.
- "Tratados de legislación musulmana", Memorial Histórico Español, V (1853).
- "Crónica de los Barbarrojas por Francisco López de Gómara", Memorial Histórico Español, VI (1853), pp. 329-439.
- "Memorias de Garibay", Memorial Histórico Español, VII (1854).
- "Relación de los fechos del mui magnífico e mas virtuosos señor, el señor don Miguel Lucas, mui digno Condestable de Castilla", Memorial Histórico Español, VIII (1855).
- "Ilustraciones de la casa de Niebla de Pedro Barrantes Maldonado", Memorial Histórico Español, IX-X (1857).
- Libros de Caballerías. Biblioteca de Autores Españoles, t. 40, Madrid, Rivadeneyra, 1857.
- La gran conquista de ultramar. Biblioteca de Autores Españoles, t. 44, Madrid, Rivadeneyra, 1858.
- "Miscelánea de Zapata", Memorial Histórico Español, XI (1859).
- "Comentarios del desengañado, o sea Vida de D. Diego Duque de Estrada, escrita por él mismo", Memorial Histórico Español, XII (1860).
- Escritores en prosa anteriores al siglo XV. Biblioteca de Autores Españoles, t. 51, Madrid, Rivadeneyra, 1860.
- Cortés, Hernán. Pascual de Gayangos. Cartas y relaciones al Emperador Carlos V.  París: Imprenta Central de los Ferrocarriles, 1866.
- "Cartas de algunos Padres de la Compañía de Jesús sobre los sucesos de la monarquía entre 1634 y 1648", Memorial Histórico Español, XIII (1861), XIV-XV-XVI (1862), XVII (1863), XVIII (1864), XIX (1865).
- Cartas de Eugenio de Salazar, Madrid, Sociedad de Bibliófilos Españoles, 1866.
- The Fifth Letter of Hernán Cortés to the Emperor Charles V, containing an account of his expedition to Honduras. Translated form the Original Spanish by Don Pascual de Gayangos, Londres, The Hakluyt Society, 1868.
- El libro de las aves de caça del Canciller Pero López de Ayala con las glosas del Duque de Alburquerque, Madrid, Sociedad de Bibliófilos, 1869.
- Cinco cartas político-literarias de D. Diego Sarmiento de Acuña, primer Conde de Gondomar; Madrid, Sociedad de Bibliófilos Españoles, 1869.
- Historia de Enrrique Fi de Oliva rey de Iherusalem, emperador de Constantinopla (Según el ejemplar único de la Biblioteca Imperial de Viena), Madrid, Sociedad de Bibliófilos Españoles, 1871.
- Relaciones de Pedro de Gante, secretario del Duque de Nájera, Madrid, Sociedad de Bibliófilos Españoles, 1873.
- Memorias del cautivo en La Goleta de Túnez (el alférez Pedro de Aguilar), Madrid, Sociedad de Bibliófilos Españoles, 1875.
- Viaje de Felipe II a Inglaterra por Andrés Muñoz, Madrid, Sociedad de Bibliófilos Españoles, 1877.
- Calendar of letters, despatches and state papers, relating to the negotiations between England and Spain preserved in the Archives at Simancas, v. III - VI, Londres, 1871-77, 1879-82, 1886-88, 1890-95.